# Transmutation (Mutatis Mutandis)
| Recensione | Giudizio |
| ---------- | -------- |
| AllMusic   | [ 1 ]    |

Transmutation (Mutatis Mutandis) è il primo album in studio del supergruppo statunitense Praxis, pubblicato nel 1992 dalla Axiom Records.
È l'album di debutto dei Praxis, progetto del produttore Bill Laswell, e vede la partecipazione di Buckethead alla chitarra, Bootsy Collins al basso e alla voce, Bernie Worrell alle tastiere, Bryan Mantia alla batteria e del dj AF Next Man Flip (Nathaniel Hall dei Jungle Brothers, conosciuto anche come Afrika Baby Bam) al giradischi e al mixer.

## Il disco
Il disco è caratterizzato da un'ampia mescolanza di generi musicali e suoni differenti.
Si possono sentire influenze di generi come rock, funk, heavy metal, hip hop, ambient e jazz, con lunghi assoli di chitarra e di tastiere e diversi passaggi improvvisati.
L'ottava traccia dell'album comincia con il tema Giant Robot, che è anche presente sull'album di Buckethead dello stesso anno, Bucketheadland. Lo stesso brano contiene anche una citazione del tema musicale scritto da Akira Ifukube per il film Godzilla.

## Tracce
1. Blast/War Machine Dub – 3:51 (musica: Buckethead, Bootsy Collins, Bill Laswell)
2. Interface/Stimulation Loop – 2:17 (musica: Buckethead, Bootsy Collins, Bill Laswell, Bryan Mantia, Bernie Worrell)
3. Crash Victim/Black Science Navigator – 3:42 (musica: Bootsy Collins, Bryan Mantia)
4. Animal Behavior – 7:09 (musica: Buckethead, Bootsy Collins, Bill Laswell)
5. Dead Man Walking – 5:14 (musica: Buckethead, Bootsy Collins, Bill Laswell, Bryan Mantia, Bernie Worrell)
6. Seven Laws of Woo – 5:05 (musica: Buckethead, Bootsy Collins, Bernie Worrell)
7. The Interworld and the New Innocence – 6:29 (musica: Buckethead, Bootsy Collins, Bryan Mantia)
8. Giant Robot/Machines in the Modern City/Godzilla – 6:38 (musica: Buckethead, Bootsy Collins, Bill Laswell, Bernie Worrell)
9. After Shock (Chaos Never Died) – 16:20 (musica: Bootsy Collins, Bernie Worrell)

Durata totale: 56:45

## Formazione
- Bootsy Collins – basso, voce
- Buckethead – chitarra
- Bernie Worrell – tastiere, sintetizzatori
- Bryan Mantia – batteria
- AF Next Man Flip (Nathaniel Hall) – giradischi, mixer